# 3108 Lyubov
3108 Lyubov (1972 QM) là một tiểu hành tinh vành đai chính được phát hiện ngày 18 tháng 8 năm 1972 bởi L. Zhuravleva ở Nauchnyj.